# Ered Luin
Ered Luin je sindarský název pohoří nacházející se v Tolkienově fiktivním světě Středozemi. V překladu se pohoří nazývá Modré hory. Někdy je označováno též jako Ered Lindon. 

## Geografie

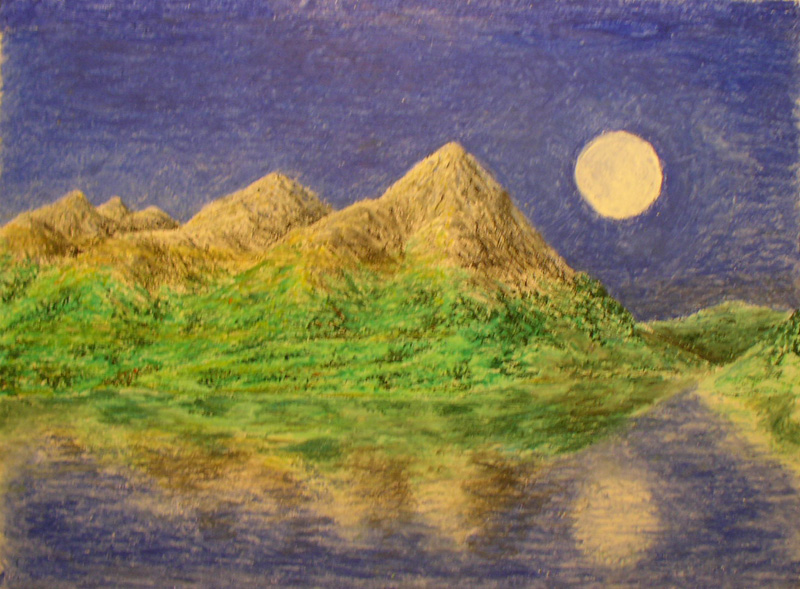
Ered Luin – ilustrace od Matěje Čadila

V prvním věku tvořily Ered Luin, táhnoucí se od severu k jihu v délce 928 mil, tedy 1485 km, přirozenou hranici mezi Beleriandem a zbytkem Středozemě. Po porážce Morgotha ve Válce hněvu na konci prvního věku, však došlo k obrovským zemětřesením a téměř celý Beleriand byl zaplaven mořem. Ered Luin nápor vln přežily. Vznikla v nich ovšem veliká průrva, kterou zatopilo moře a později se do ní vlévala řeka Lhûn, podle níž byl záliv nazýván Záliv Luny. Ten rozdělil zmenšené pohoří, které měřilo již pouze 895 km, na severní a jižní část. Severní část měřila 623 km a jižní 272 km. Známými vrcholky v prvním věku byly hory Rerir a Dolmed. 

### Země
V prvním věku se okolo pohoří nacházely:
- Ossiriand – země na západní straně hor. Obývali ji Zelení elfové.
- Thargelion – území severně od Ossiriandu. Obývali ho Noldor vedení Caranthirem a chvíli také Halethin lid.
- Lothan – země pastvin severozápadně od Ered Luin.

Po porážce Morgotha:
- Lindon – obývaný uprchlými elfy

### Města
- Belegost – trpasličí město v prvním věku nacházející se severně od hory Dolmed.
- Nogrod – trpasličí město v prvním věku nacházející se jižně od hory Dolmed
- Po porážce Morgotha zůstala trpasličí sídliště hlavně v jižní části pohoří

### Vodstvo
- První věk
  - jezero Helevorn
  - Gelion – nejdelší řeka Beleriandu
  - Ascar
  - Thalos
  - Legolin
  - Brilthor
  - Duilwen
  - Adurant

- Po prvním věku
  - řeka Lhûn